# Astrid Uhrenholdt Jacobsen

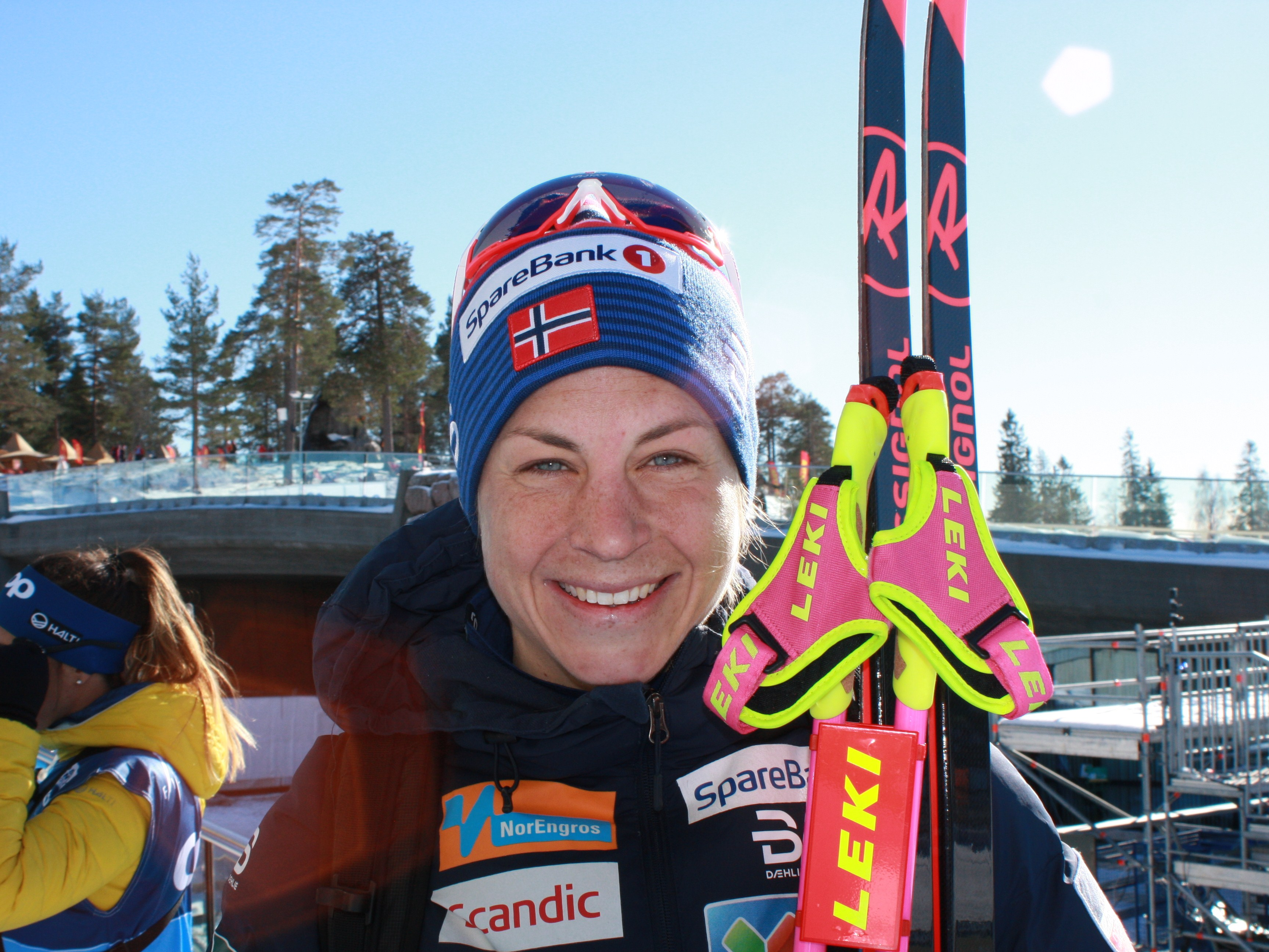
Astrid Jacobsen am Holmenkollen, 10. März 2019

Astrid Uhrenholdt Jacobsen (* 22. Januar 1987 in Trondheim) ist eine ehemalige norwegische Skilangläuferin.

## Werdegang

### Anfangsjahre
Ihr internationales Debüt gab Uhrenholdt Jacobsen im Rahmen des Skilanglauf-Continental-Cups im Februar 2004. Dabei belegte sie über 5 km im klassischen Stil in Hommelvik den 16. Platz.
Bei den Norwegischen Meisterschaften 2005 in Lillehammer gewann sie Silber im Sprint. Am 9. März 2005 gab die Norwegerin ihr Debüt im Skilanglauf-Weltcup. Beim Sprint in Drammen kam sie als 24. ins Ziel und sammelte damit auch erste Weltcup-Punkte. Bei der folgenden Junioren-Weltmeisterschaft 2005 in Rovaniemi musste sie sich im Sprint nur Kari Vikhagen Gjeitnes geschlagen geben und gewann Silber.
Zur Saison 2005/06 gehörte Uhrenholdt Jacobsen noch nicht zum A-Kader. Sie startete bei unterklassigen FIS-Rennen und später im Scandinavian Cup. Bei der Junioren-Weltmeisterschaft 2006 in Kranj konnte sich Uhrenholdt Jacobsen den Titel im Sprint sowie über 5 km im klassischen Stil sichern. In der Verfolgung kam sie als 35. ins Ziel. Im März startete Uhrenholdt Jacobsen in Falun erstmals wieder im Weltcup, verpasste aber als 53. der Verfolgung deutlich eine gute Platzierung und auch die Punkteränge. Bei den folgenden Weltcups in Drammen und Changchun sicherte sie sich wieder deutlich Weltcup-Punkte.

### Aufstieg in den A-Nationalkader
In die Saison 2006/07 startete sie als Mitglied der A-Nationalmannschaft im Weltcup. In Kuusamo verpasste sie im Sprint als Vierte nur knapp das Podium. Im Dezember startete Uhrenhold Jacobsen wieder im Scandinavian Cup und gewann dabei das Sprintrennen in Vuokatti. Bei den Norwegischen Meisterschaften 2007 in Meråker sicherte sich die Norwegerin ihren ersten nationalen Titel im Sprint. Beim Weltcup in Otepää stand sie nach dem 17. Platz über 10 km im Sprint als Zweite auf dem Podium. In Davos erreichte sie die gleiche Position mit der norwegischen Staffel.

### Erster Weltmeistertitel 2007
Nach zwei Scandinavian-Cup-Siegen in Jõulumäe reiste sie mit der norwegischen Mannschaft zur Nordischen Skiweltmeisterschaft 2007 in Sapporo. Dort gewann sie im Sprint ihren ersten Weltmeistertitel. Im Team-Sprint kam sie mit Partnerin Marit Bjørgen als Dritte ins Ziel und gewann damit Bronze. Auch mit Bjørgen, Vibeke Skofterud, und Kristin Størmer Steira in der 4 × 5-km-Staffel gewann sie Bronze.
Auch bei der folgenden Nordischen Junioren-Skiweltmeisterschaften 2007 in Tarvis gewann Uhrenholdt Jacobsen mit Abstand das Sprintrennen. Über 5 km gewann sie Bronze, bevor sie eine weitere Medaille über 10 km verpasste und als Vierte ins Ziel lief. Nach weiteren guten Platzierungen zum Weltcup-Finale in Stockholm und Falun beendete sie die Saison auf Rang 24 der Weltcup-Gesamtwertung. Im Sprint-Weltcup belegte sie Rang zehn. Beim Scandinaviancup gewann sie die Gesamtwertung.
Nachdem Uhrenholdt Jacobsen in Beitostølen das FIS-Rennen gewonnen hatte, gelang ihr am 25. November 2007 mit der Staffel an gleicher Stelle der erste Weltcup-Sieg in ihrer Karriere. Bei den beiden Weltcups in Kuusamo kam sie als Zweite ins Ziel. Ihren ersten Einzel-Weltcup-Sieg feierte Uhrenholdt Jacobsen am 15. Dezember 2007 im russischen Rybinsk. Bei der Tour de Ski 2007/08 belegte sie nach durchwachsenen Etappenergebnissen den 16. Gesamtrang. Bei den Norwegischen Meisterschaften 2008 in den Granåsen sicherte sich Uhrenhold Jacobsen ihren zweiten nationalen Titel im Sprint.
In Liberec und Falun feierte Uhrenholdt Jacobsen erneut Einzelsiege. Zudem kam sie mit der Staffel in Falun als Erste ins Ziel. Nachdem sie auch in Bormio und Drammen zum Saisonende aufs Podium lief, belegte sie in der Weltcup-Gesamtwertung am Ende den zweiten Platz.

### Leistungseinbruch zur Saison 2008/09
Nach dem Erfolg in der Saison 2007/08 startete Uhrenholdt Jacobsen schwach in die Saison 2008/09. Nach zwei Zieleinläufen außerhalb der Punkteränge in Davos startete sie im Scandinavian Cup, blieb jedoch auch dort ohne Siege. Lediglich einen zweiten Platz erreichte sie in Brandbu. Auch bei der folgenden Tour de Ski 2008/09 blieb sie ohne vordere Platzierungen. Lediglich im Prolog schaffte Uhrenholdt Jacobsen einmal einen Zieleinlauf unter den besten zehn. Auch bei der folgenden Nordischen Skiweltmeisterschaft 2009 im tschechischen Liberec blieb sie nach ihren Erfolgen zwei Jahre zuvor ohne eine Einzel-Medaille. Für die Staffel erhielt sie mangels Erfolgs keinen Startplatz. Die Saison beendete sie im März als 90. der Gesamtwertung.

### Rückkehr in die Weltspitze
Mit der Saison 2009/10 kam Uhrenholdt Jacobsen langsam zurück in die Erfolgsspur. Im Januar 2010 erreichte sie als Zehnte in Otepää erstmals wieder eine Top-Platzierung. Damit erreichte sie die Qualifikation für die Olympischen Winterspiele 2010 in Vancouver. Dort startete sie im Sprint und kam nach Platz 11 im Qualifikationsdurchgang als Siebente ins Ziel. Im Teamsprint landete sie mit Celine Brun-Lie auf dem fünften Platz. Wenige Wochen nach den Spielen beendete sie die Saison als 49. der Gesamtwertung.
Zur Saison 2010/11 schaffte Uhrenholdt Jacobsen endgültig den Sprung zurück in die Top 10 der Welt. Die Tour de Ski 2010/11 beendete die Norwegerin auf Rang zehn der Gesamtwertung. Von Ende Januar bis Mitte Februar 2011 startete sie nur bei FIS-Rennen, feierte dabei aber in Beitostølen erneut zwei Siege über 5 und 10 km. Nach den Rängen 10 und 13 bei den folgenden Weltcups in Drammen erhielt sie einen Startplatz bei der Nordischen Skiweltmeisterschaft 2011 in Oslo. Dort sicherte sie sich im Teamsprint die Bronzemedaille. Im Sprint kam sie als Neunte ins Ziel. Zum Saisonabschluss landete sie in Falun noch einmal nach guten Etappenergebnissen auf Platz fünf und beendete schließlich die Saison als Achte im Gesamtweltcup. Bei den Norwegischen Meisterschaften 2011 in Kvaløysletta gelang ihr wieder der Gewinn einer Medaille. So sicherte sie sich im 30 km Massenstart die Bronzemedaille.
Mit der Tour de Ski 2011/12 bewies Uhrenholdt Jacobsen ihre Qualitäten wieder deutlich. Nach zwei dritten Plätzen auf den Etappen belegte sie am Ende Rang acht in der Gesamtwertung. Auch bei den Norwegischen Meisterschaften 2012 in Voss war sie erfolgreich und sicherte sich den Titel über 10 km. Im Februar 2012 sicherte sich Uhrenholdt Jacobsen mit der Staffel den Weltcup-Sieg in Nové Město na Moravě. Im März erreichte sie im Sprint von Drammen den Zweiten Rang. Nachdem sie die Saison schließlich auf Rang neun der Weltcup-Gesamtwertung beendet hatte, konnte diesen Platz auch in der Saison 2012/13 erreichen.

### Zweite Olympische Spiele 2014
Nach Rang fünf bei der Tour de Ski 2012/13 und den verpassten Medaillen bei den Nordischen Skiweltmeisterschaften 2013 im Val di Fiemme konnte sich Uhrenholdt Jacobsen zur Saison 2013/14 erneut stark steigern. Bereits den Saisonauftakt in Kuusamo beendete sie auf einem guten sechsten Rang. Bei der Tour de Ski 2013/14 sicherte sie sich erstmals einen Podestplatz in der Gesamtwertung. Mit vier zweiten Plätzen und dem Etappensieg bei der Verfolgung in Toblach lag sie am Ende hinter ihrer Landsfrau Therese Johaug auf dem zweiten Rang. Im April 2013 gewann sie beim Haukelirennet über 32 km Freistil.
Bei den Norwegischen Meisterschaften 2014 in Molde gewann sie erstmals eine Medaille im Skiathlon und wurde Zweite.
Bei den Olympischen Winterspielen 2014 landete Uhrenholdt Jacobsen im Sprint auf Rang vier und verpasste damit nur knapp ihre erste olympische Medaille. Über 10 km kam sie als 19. ins Ziel. Mit der Staffel belegte sie am Ende den fünften Rang. Nachdem sie nach den Spielen nur durchwachsene Weltcup-Ergebnisse erzielt hatte, beendete sie die Saison auf Rang drei der Weltcup-Gesamtwertung. In der Saison 2014/15 gewann sie in Rybinsk über 10 km Freistil und belegte den dritten Rang in Oslo im 30-km-Massenstartrennen. Bei den Nordischen Skiweltmeisterschaften 2015 in Falun holte sie Silber im Skiathlon und Gold mit der Staffel. Die Saison beendete sie auf dem 15. Platz im Gesamtweltcup und dem zehnten Rang im Distanzweltcup. Im April 2015 siegte sie beim Skimarathon Haukelirennet über 32 km Freistil. Nach Platz sieben bei der Nordic Opening in Ruka zu Beginn der Saison 2015/16, errang sie dreimal in Folge den vierten Platz. Die Tour de Ski 2016 beendete sie vorzeitig. Im Januar 2016 belegte sie zunächst in Planica im Sprint und zusammen mit Heidi Weng jeweils den zweiten Platz. Eine Woche später kam sie in Nové Město auf den zweiten Platz über 10 km Freistil und siegte tags darauf mit der Staffel. Ende Januar 2016 wurde sie norwegische Meisterin über 10 km klassisch und im Skiathlon. Im folgenden Monat kam sie im Weltcup viermal unter die ersten Zehn, darunter Platz drei im 10-km-Massenstartrennen in Falun. Bei der Ski Tour Canada errang sie den sechsten Platz. Dabei wurde sie in Canmore Dritte im Skiathlon und Zweite im Sprint. Die Saison beendete sie auf dem achten Platz im Distanzweltcup, dem siebten Rang im Gesamtweltcup und dem fünften Rang im Sprintweltcup. Im April 2016 siegte sie wie im Vorjahr beim Haukelirennet. Zu Beginn der folgenden Saison belegte sie den 18. Platz bei der Weltcup-Minitour in Lillehammer. Im weiteren Saisonverlauf errang sie in Toblach den dritten Platz zusammen mit Maiken Caspersen Falla im Teamsprint und siegte in Ulricehamn mit der Staffel. Bei den Nordischen Skiweltmeisterschaften 2017 in Lahti holte sie jeweils die Bronzemedaille im 30-km-Massenstartrennen und über 10 km klassisch und die Goldmedaille mit der Staffel. Zudem wurde sie Achte im Skiathlon. Die Saison beendete sie auf dem 25. Platz im Gesamtweltcup. In der Saison 2017/18 erreichte sie im Weltcup mit acht Top-Zehn-Platzierungen, darunter Platz fünf beim Weltcupfinale in Falun, den 15. Platz im Gesamtweltcup und den 11. Rang im Distanzweltcup. Bei den Olympischen Winterspielen 2018 in Pyeongchang holte sie die Goldmedaille mit der Staffel.
In der Saison 2018/19 kam Jacobsen im Weltcupeinzel 12-mal unter die ersten Zehn, darunter jeweils der zweite Platz über 10 km Freistil in Ulricehamn und im Sprint in Drammen. Zudem siegte sie in Ulricehamn mit der Staffel und errang beim Weltcupfinale in Québec den siebten Platz. Beim Saisonhöhepunkt, den Nordischen Skiweltmeisterschaften 2019 in Seefeld in Tirol gewann sie mit der Staffel die Silbermedaille. In den Einzelrennen dort lief sie auf den 12. Platz im 30-km-Massenstartrennen, auf den zehnten Rang über 10 km klassisch und auf den vierten Platz im Skiathlon. Die Saison beendete sie auf dem 16. Platz im Sprintweltcup, auf dem 13. Rang im Gesamtweltcup und auf dem zehnten Platz im Distanzweltcup. Ende März 2019 errang sie bei den norwegischen Meisterschaften in Lygna über 5 km Freistil den dritten Platz und zusammen mit Martine Engebretsen den zweiten Platz im Teamsprint. Nach Platz drei beim Ruka Triple zu Beginn der Saison 2019/20, siegte sie in Lillehammer mit der Staffel. Die Tour de Ski 2019/20 beendete sie auf dem fünften Platz. Dabei holte sie im Val di Fiemme im 10-km-Massenstartrennen ihren sechsten Weltcupsieg und errang dort im Sprint den zweiten Platz. Im Februar 2020 belegte sie bei der Skitour den dritten Platz im Sprint in Åre und den zweiten Rang in der Verfolgung in Trondheim und errang damit den fünften Platz. Die Saison beendete sie auf dem achten Platz im Sprintweltcup, auf dem sechsten Rang im Distanzweltcup und auf dem vierten Platz im Gesamtweltcup.

### Karriereende als Skilangläuferin
Am 22. April 2020 erklärte sie, dass sie ihre Karriere als Skilangläuferin beendet und als Ärztin arbeiten möchte. Bereits bei ihrem letzten Weltcuprennen im März 2020 hatte sie angedeutet, womöglich ihre Karriere nicht weiter fortzusetzen.

### IOC-Mitgliedschaft
Seit 2021 ist Astrid Uhrenholdt Jacobsen Mitglied des Internationalen Olympischen Komitees (IOC).

## Privates
Am 7. Februar 2014, dem Tag der Eröffnungsfeier der Olympischen Winterspiele in Sotschi, verstarb unerwartet ihr Bruder, der Skilangläufer und Trainingspartner beim IL Heming, Sten Anders Jacobsen.

## Erfolge

### Olympische Winterspiele
- 2018: 1 × Gold (Staffel)

### Weltmeisterschaften
- 2007: 1 × Gold (Sprint), 2 × Bronze (Teamsprint, Staffel)
- 2011: 1 × Bronze (Teamsprint)
- 2015: 1 × Gold (Staffel), 1 × Silber (Skiathlon)
- 2017: 1 × Gold (Staffel), 2 × Bronze (10 km klassisch, 30 km Freistil)
- 2019: 1 × Silber (Staffel)

### Siege bei Weltcuprennen

#### Weltcupsiege im Einzel
| Nr. | Datum             | Ort     | Disziplin                       |
| --- | ----------------- | ------- | ------------------------------- |
| 1.  | 15. Dezember 2007 | Rybinsk | 15 km Freistil Massenstart      |
| 2.  | 16. Februar 2008  | Liberec | 7,6 km Freistil Individualstart |
| 3.  | 23. Februar 2008  | Falun   | 2 × 7,5 km Skiathlon            |
| 4.  | 23. Januar 2015   | Rybinsk | 10 km Freistil Individualstart  |

#### Etappensiege bei Weltcuprennen
| Nr. | Datum          | Ort              | Disziplin                   | Rennen              |
| --- | -------------- | ---------------- | --------------------------- | ------------------- |
| 1.  | 3. Januar 2014 | Cortina– Toblach | 15 km Verfolgung Freistil 1 | Tour de Ski 2013/14 |
| 2.  | 3. Januar 2020 | Val di Fiemme    | 10 km klassisch Massenstart | Tour de Ski 2019/20 |

#### Weltcupsiege im Team
| Nr. | Datum             | Ort         | Disziplin                         |
| --- | ----------------- | ----------- | --------------------------------- |
| 1.  | 25. November 2007 | Beitostølen | 4 × 5 km Staffel 2                |
| 2.  | 17. Februar 2008  | Liberec     | 4 × 1,4 km Teamsprint klassisch 3 |
| 3.  | 24. Februar 2008  | Falun       | 4 × 5 km Staffel 4                |
| 4.  | 12. Februar 2012  | Nové Město  | 4 × 5 km Staffel 2                |
| 5.  | 24. Januar 2016   | Nové Město  | 4 × 5 km Staffel 5                |
| 6.  | 22. Januar 2017   | Ulricehamn  | 4 × 5 km Staffel 6                |
| 7.  | 27. Januar 2019   | Ulricehamn  | 4 × 5 km Staffel 5                |
| 8.  | 8. Dezember 2019  | Lillehammer | 4 × 5 km Staffel 7                |

### Siege bei Continental-Cup-Rennen
| Nr. | Datum             | Ort      | Disziplin            | Serie            |
| --- | ----------------- | -------- | -------------------- | ---------------- |
| 1.  | 16. Dezember 2006 | Vuokatti | Sprint klassisch     | Scandinavian Cup |
| 2.  | 10. Februar 2007  | Joulumäe | 5 km klassisch       | Scandinavian Cup |
| 3.  | 11. Februar 2007  | Joulumäe | 10 km Freistil       | Scandinavian Cup |
| 4.  | 14. Dezember 2012 | Sjusjøen | 10 km Freistil       | Scandinavian Cup |
| 5.  | 15. Dezember 2012 | Sjusjøen | Sprint Freistil      | Scandinavian Cup |
| 6.  | 11. Januar 2015   | Falun    | 2 × 7,5 km Skiathlon | Scandinavian Cup |

### Medaillen bei nationalen Meisterschaften
- 2005: Silber im Sprint
- 2006: Gold im Teamsprint, Bronze im Sprint, Bronze mit der Staffel
- 2007: Gold im Sprint, Gold im Teamsprint
- 2008: Gold im Sprint, Silber im Teamsprint
- 2009: Gold über 10 km, Gold mit der Staffel, Silber im Teamsprint
- 2010: Gold mit der Staffel
- 2011: Gold mit der Staffel, Bronze über 30 km, Bronze im Teamsprint
- 2012: Gold über 10 km, Silber mit der Staffel, Silber im Teamsprint, Bronze im Sprint
- 2013: Gold über 30 km, Silber mit der Staffel, Bronze über 10 km
- 2014: Gold mit der Staffel, Silber im Skiathlon
- 2015: Silber mit der Staffel, Silber im Skiathlon, Bronze über 30 km
- 2016: Gold über 10 km, Gold im Skiathlon, Gold mit der Staffel
- 2018: Silber über 10 km, Silber im Skiathlon, Bronze mit der Staffel, Bronze über 30 km
- 2019: Silber über 10 km, Silber im Skiathlon, Silber im Teamsprint, Bronze mit der Staffel, Bronze über 5 km
- 2020: Silber über 10 km

## Platzierungen im Weltcup

### Weltcup-Statistik
Die Tabelle zeigt die erreichten Platzierungen im Einzelnen.
- 1.–3. Platz: Anzahl der Podiumsplatzierungen
- Top 10: Anzahl der Platzierungen unter den ersten zehn
- Punkteränge: Anzahl der Platzierungen innerhalb der Punkteränge
- Starts: Anzahl gelaufener Rennen in der jeweiligen Disziplin
- Hinweis: Bei den Distanzrennen erfolgt die Einordnung gemäß FIS.

| Platzierung         | Distanzrennen a | Distanzrennen a | Distanzrennen a | Distanzrennen a | Distanzrennen a | Skiathlon Verfolgung | Sprint | Etappen- rennen b | Gesamt | Team   | Team    |
| Platzierung         | ≤ 5 km          | ≤ 10 km         | ≤ 15 km         | ≤ 30 km         | > 30 km         | Skiathlon Verfolgung | Sprint | Etappen- rennen b | Gesamt | Sprint | Staffel |
| ------------------- | --------------- | --------------- | --------------- | --------------- | --------------- | -------------------- | ------ | ----------------- | ------ | ------ | ------- |
| 1. Platz            |                 | 3               | 1               |                 |                 | 2                    |        |                   | 6      | 1      | 7       |
| 2. Platz            | 3               | 4               |                 |                 |                 | 3                    | 12     | 1                 | 23     | 1      | 2       |
| 3. Platz            | 3               | 2               |                 | 1               |                 | 2                    | 5      | 1                 | 14     | 1      | 1       |
| Top 10              | 14              | 42              | 5               | 4               | 1               | 32                   | 41     | 14                | 153    | 6      | 16      |
| Punkteränge         | 18              | 60              | 10              | 7               | 1               | 47                   | 89     | 16                | 248    | 7      | 18      |
| Starts              | 19              | 66              | 10              | 12              | 1               | 53                   | 97     | 17                | 275    | 7      | 18      |
| Stand: Karriereende |                 |                 |                 |                 |                 |                      |        |                   |        |        |         |

### Weltcup-Gesamtplatzierungen
| Saison  | Gesamt | Gesamt | Distanz | Distanz | Sprint | Sprint |
| Saison  | Punkte | Platz  | Punkte  | Platz   | Punkte | Platz  |
| ------- | ------ | ------ | ------- | ------- | ------ | ------ |
| 2004/05 | 7      | 90.    | –       | –       | 7      | 66.    |
| 2005/06 | 40     | 64.    | –       | –       | 40     | 35.    |
| 2006/07 | 214    | 24.    | 28      | 46.     | 186    | 10.    |
| 2007/08 | 1255   | 2.     | 644     | 4.      | 570    | 2.     |
| 2008/09 | 12     | 90.    | –       | –       | 12     | 62.    |
| 2009/10 | 135    | 49.    | 85      | 38.     | 50     | 45.    |
| 2010/11 | 810    | 8.     | 339     | 11.     | 277    | 7.     |
| 2011/12 | 787    | 9.     | 422     | 11.     | 237    | 11.    |
| 2012/13 | 778    | 9.     | 441     | 8.      | 77     | 29.    |
| 2013/14 | 974    | 3.     | 443     | 6.      | 131    | 19.    |
| 2014/15 | 397    | 15.    | 326     | 10.     | 71     | 30.    |
| 2015/16 | 1142   | 7.     | 555     | 8.      | 355    | 5.     |
| 2016/17 | 304    | 25.    | 179     | 23.     | 99     | 24.    |
| 2017/18 | 478    | 15.    | 346     | 11.     | 42     | 45.    |
| 2018/19 | 609    | 13.    | 352     | 10.     | 185    | 16.    |
| 2019/20 | 1289   | 4.     | 622     | 6.      | 232    | 8.     |